# Vatemo Ravouvou
Vatemo Ravouvou (Saunaka, 31 juli 1990) is een Fijisch rugbyspeler.

## Carrière
Ravouvou won met de ploeg van Fiji tijdens de Olympische Zomerspelen 2016 de Olympische gouden medaille. Ravouvou maakte vijf try’s.
Dit was de eerste maal dat er door Fiji een gouden medaille gewonnen werd. Naar aanleiding van deze primeur werd er door de premier van Fiji Frank Bainimarama een nationale feestdag uitgeroepen.

## Erelijst

### Met Fiji
- Olympische Zomerspelen:  2016